# Lulu (Berg)
Lulu je druhá a poslední opera Albana Berga z let 1929–1935 o prologu a třech jednáních. Libreto napsal sám Berg na náměty divadelních her Franka Wedekinda Duch země (Erdgeist) a Pandořina skříňka (Die Büchse der Pandora). Berg operu nedokončil - třetí dějství zůstalo jen ve fragmentech. Opera v této podobě měla premiéru 2. června 1937 v městském divadle v Curychu. Česká premiéra této verze proběhla v Janáčkově divadle v Brně 28. ledna 1972, dirigoval Václav Nosek, režii měl Milan Pásek.
V letech 1962–1974 dopracoval operu rakouský skladatel Friedrich Cerha. Tato verze měla premiéru 24. února 1979 v pařížské Opeře.

## Osoby
| Lulu | soprán       | Bahrija Nuri Hadžić | Teresa Stratas        |
| Hrběnka Martha Geschwitz                                                                                                 | mezzosoprán  | Maria Bernhard      | Yvonne Minton         |
| Školák | kontraalt    | Erika Feichtinger   | Hanna Schwarz         |
| Garderobiér | kontraalt    | Frida Kurz          | Hanna Schwarz         |
| Bob, sluha | kontraalt    |                     | Hanna Schwarz         |
| Walter Schwarz, malíř, druhý Lulin manžel                                                                                | tenor        | Paul Feher          | Robert Tear           |
| Černoch | tenor        |                     | Robert Tear           |
| Dr. Ludwig Schön, šéfredaktor                                                                                            | baryton      | Asger Stig          | Franz Mazura          |
| Alwa, syn Dr. Schöna | tenor        | Peter Baxevanos     | Kenneth Riegel        |
| Schigolch, starý muž | bas          | Fritz Honisch       | Toni Blankenheim      |
| Dr. Goll, lékařský rada, první Lulin manžel                                                                              | mluvená role | Peter Poschl        | Toni Blankenheim      |
| Krotitel | bas          | Albert Emmerich     | Gerd Nienstedt        |
| Rodrigo, akrobat | bas          | Albert Emmerich     | Gerd Nienstedt        |
| Princ, sluha, markýz | tenor        | Oscar Mörwald       | Helmut Pampuch        |
| Divadelní impresário | bas          | Walter Frank        | Jules Bastin          |
| Profesor, klaun, kulisák                                                                                                 | němá role    |                     | Le Nain Roberto       |
| Subreta, patnáctiletá dívka                                                                                              | subreta      |                     | Daniele Chlostawa     |
| Matka subrety | kontraalt    |                     | Ursula Boese          |
| Umělkyně | mezzosoprán  |                     | Anna Ringart          |
| Bankéř | bas          |                     | Jules Bastin          |
| Novinář | baryton      |                     | Claude Méloni         |
| Policejní komisař | mluvená role |                     | Toni Blankenheim      |
| Sluha | baryton      |                     | Pierre-Yves Le Maigat |
| Jack Rozparovač | baryton      |                     | Franz Mazura          |
| pianista, inspicient, princova družina, policisté, ošetřovatelky, garderobiérky, tanečnice, hosté, služebnictvo, dělníci |              |                     |                       |

## Děj opery

### Prolog
Krotitel divé zvěře láká návštěvníky do svého zvěřince. Zde mohou vidět vedle řady jiných exotických zvířat i "zmiji Lulu".

### 1. jednání
Malíř ve svém ateliéru portrétuje Lulu, manželku lékařského rady. Tomu přihlíží její milenec, nakladatel Schön. Ten posléze odchází a malíř svádí Lulu. Náhle do ateliéru vtrhne Lulin manžel a překvapen milostnou scénou své manželky s malířem dostává infarkt. Z Lulu je bohatá vdova.
Lulu se provdala za malíře. Dozvídá se, že se jí jako mladičké dívky ujal Dr. Schön, dal jí vzdělání a udělal z ní svou milenku. Nyní se jí chce ale zbavit, protože se hodlá výhodně oženit a Lulu mu kazí pověst. Objevuje se stařík Schigolch, který je snad Luliným otcem nebo možná i milencem. Když se malíř dozví Lulinu minulost, spáchá sebevraždu. Lulu se chce stát manželkou Dr. Schöna.
Lulu má tančit v baletu, který složil Schönův syn Alwa. Před představením mu vypráví o svém novém nápadníkovi - princi. Lulu odchází na jeviště, ale když spatří v hledišti Dr. Schöna s jeho snoubenkou, odmítne tančit. Dr. Schön ji přijde do šatny přesvědčovat, aby vystoupila. Nakonec ale podléhá jejímu kouzlu a Lulu mu nadiktuje dopis, kterým zruší své zasnoubení.

### 2. jednání
Lulu se provdala za Dr. Schöna. V jejich bytě jsou další osoby: akrobat, Schigolch, student, lesbická hraběnka Geschwitzová a všichni jí postupně vyznávají lásku. Přichází i Alwa Schön se svým vyznáním. Přichází Schön a podává Lulu revolver a žádá ji, aby se zastřelila a uchránila ho tím od společenského skandálu. Lulu ale namítá, že se nikdy netajila svou minulostí. Při potyčce Schöna zastřelí.
Mezihra: Lulu je zatčena a odsouzena, ve vězení onemocněla cholerou a je hospitalizována v nemocnici. Její přátelé plánují její osvobození, které je založeno na tom, že si s ní hraběnka, která ji nadále bezmezně miluje, vymění místo. Lulu pak uprchne a bude vystupovat s akrobatem v cirkuse.
Spiklenci čekají v bývalém Schönově bytě. Když přijde Lulu převlečená za hraběnku, je aktrobat překvapen jejím zuboženým stavem a chce ji udat. Když zůstanou Lulu a Alwa o samotě Alwa jí vyzná lásku a souhlasí se společným útěkem do Paříže.

### 3. jednání
V pařížském bytě probíhají oslavy Luliných narozenin. Několik lidí se pokouší Lulu vydírat. Z burzy přichází zpráva, že společnost, jejíž akcie mnozí vlastní, zkrachovala. Z většiny účastníků slavnosti se tak stávají žebráci. Ve zmatku, který nastane se Lulu podaří uprchnout.
V chudinském bytě v Londýně čekají Alwa a Schigolch, zda se Lulu, jako novopečené prostitutce podaří sehnat nějakého zákazníka. Lulu přichází s prvním klientem a mizí s ním ve svém pokoji. V bytě se objevuje i hraběnka, které zůstal jediný majetek: Lulin portrét. Lulu odchází a vrací se s druhým zákazníkem. Alwa jej napadne a je jím zabit. Schigolch odstraňuje jeho tělo a hraběnka přemýšlí o sebevraždě. Lulu se vrací se třetím zákazníkem, kterým není nikdo jiný, než Jack Rozparovač. Lulu jej po dohadování o ceně vláká do svého pokoje, je jím ale zavražděna. Jack zabije i hraběnku, která spěchá Lulu na pomoc. Hraběnka umírá s poslední myšlenkou na Lulu.

## Nahrávky
- 1976 Anja Silja, Brigitte Fassbaender, Walter Berry, Josef Hopferwieser, Hans Hotter, Alfred Szramek, Vídeňská filharmonie, dirigent Christoph von Dohnányi‎, DECCA LP D48D 3
- 1979 Teresa Stratas, Yvonne Minton, Robert Tear, Franz Mazura, Kenneth Riegel, Toni Blankenheim, Ursula Boese, Orchestre De L'Opéra De Paris, dirigent Pierre Boulez, Deutsche Grammophon ‎LP 2740 213, CD 415 489-2